# 茅鋐
茅鋐（1436年—？），字大用，直隸揚州府興化縣人，貴州赤水衛軍籍。明朝政治人物。進士出身。

## 生平
雲南鄉試第十七名。成化八年（1472年）壬辰科會試第一百二十五名，殿試登進士第二甲第四十二名，后官監察御史。

## 家族
曾祖父茅省二。祖父茅榮一。父亲茅誠。